# فنزويلا في الألعاب الأولمبية الصيفية 2016
نافست فنزويلا في دورة الألعاب الأولمبية الصيفية 2016 في ريو دي جانيرو، البرازيل، من 05-21 أغسطس 2016. وكان هذا الظهور الثامن عشر في البلاد على التوالي في دورة الألعاب الاولمبية الصيفية.